# Благовеста Филипова
Благовеста Филипова е професионална българска фотографка.

## Кратка биография
Родена е на 14 март 1985 година в София. През 2008 година получава бакалавърска степен в Технически университет – Варна, специалност „Електроенергетика и електрообзавеждане“, а през 2011 г. – магистратура по икономика в Стопанска академия „Димитър А. Ценов“ – Свищов, специалност „Финанси“.
От 2004 година живее във Варна. Сътрудничи си с различни медии и отразява събития като Фестивал на розата – Казанлък, Summer Salsa Fest – Варна, Best Models Group Fashion Weekend – Велико Търново и др. Член на НАПСФВ.
От 2014 г. е активно ангажирана, като професионален фотограф в области, като сватбена фотография и фотография.
От януари 2018 г. е координатор за гр. Варна към „Клуб Фото Свят“ – организация, чиято цел е създаването на солидарна фотографска общност в България.

## Професионални отличия
- Участие в седмото издание на „Месец на фотографията“, организирано от Фотографска Академия „Янка Кюркчиева“ с изложбата „В контакт с миналото“, юни 2016 г.
- Поощрителна награда от изложбата „Светлината на Варна“, януари 2014 г.
- Бронзов медал от Световната купа на FIAP „Приятелство и Солидарност“, 2014 г.[1]
- Почетна диплома от Българската Фотографска Академия „Янка Кюркчиева“, за участието в изложбата „Приятелство и Солидарност“, 2014 г., с която академията печели бронзов медал същата година.
- Поощрителна награда от конкурса „Вдъхновение от слънцето“, май 2015 г.[2]

## Изложби
- „В контакст с миналото“ – Обект на изложбата са парните влакове в България, юни 2016 г.[3]
- Самостоятелна изложба „Духът на морето и романтиката на плажа“ в подкрепа на Варна за младежка столица, януари 2014 г.[4]
- Обща изложба „Светлината на Варна“, януари 2014 г.[5]
- Обща изложба „Приятелство и Солидарност“, март 2014 г., Варна, FIAP.
- Обща изложба „Вдъхновение от слънцето“, май 2015 г., Варна.[6]